# Ceremonial en Homenaje a los Caídos por España
El Ceremonial en Homenaje a los Caídos por España es un acto castrense celebrado para homenajear y enaltecer la memoria de los miembros de las Fuerzas Armadas y los civiles con especial vinculación con la Defensa y las Fuerzas Armadas fallecidos en acto de servicio.

## Contenido del homenaje
Durante el acto, además de entonarse el himno a los caídos, se recita el siguiente texto: 

Lo demandó el honor y obedecieron,
lo requirió el deber y lo acataron;
con su sangre la empresa rubricaron
con su esfuerzo la Patria engrandecieron.
Fueron grandes y fuertes, porque fueron
fieles al juramento que empeñaron.
Por eso como valientes lucharon,
y como héroes murieron.
Por la Patria morir fue su destino,
querer a España su pasión eterna,
servir en los Ejércitos su vocación y sino.
No quisieron servir a otra Bandera,
no quisieron andar otro camino,
no supieron vivir de otra manera.

Más tarde el sacerdote, usualmente capellán u obispo castrense procede a una lectura de significación religiosa (esta puede variar, pero viene a referir el mismo mensaje):

¡Oh Dios!, Padre nuestro y amigo de los hombres,
que premias con generosidad los actos nobles de tus criaturas:
A cuantos hicieron oblación de sus vidas en el servicio de España,
concédeles tu amistad y el premio de la vida eterna.
Y a nosotros, los que caminamos aún aquí en la Tierra,
españoles de diversas creencias religiosas y concepciones de la vida,
ayúdanos a estar unidos en la construcción de la paz y de la justicia.

A continuación se orará la canción "la muerte no es el final" durante la cual se rendirán honores de guiones y banderines a los caídos por España, junto (generalmente) con una sección de honores que disparará una descarga de fusilería. También se suele llevar una corona de laureles con la bandera española como ofrenda.

## Origen del soneto
El texto original que forma parte de la ceremonia se basa es una poesía del poeta burgalés Martín Garrido Hernando, que ha tenido varias adaptaciones, la primera en el año 2003 y la segunda en octubre de 2004.